# Henri Guérin
Henri Guérin (ur. 27 sierpnia 1921 w Montmirail, zm. 2 kwietnia 1995 w Saint-Coulomb) – francuski piłkarz grający na pozycji obrońcy. W swojej karierze rozegrał 3 mecze w reprezentacji Francji.

## Kariera klubowa
Swoją karierę piłkarską Guérin rozpoczynał w klubach TA Rennes, Équipe fédérale Rennes-Bretagne i Drapeau de Fougères. Następnie podjął treningi w Stade Rennais. W sezonie 1945/1946 awansował do kadry pierwszego zespołu. 26 sierpnia 1945 zadebiutował w pierwszej lidze francuskiej w wygranym 2:0 domowym meczu z FC Rouen. W Rennes grał do końca sezonu 1950/1951.
Latem 1951 roku Guérin odszedł z Rennes do Stade Français z Paryża. W sezonie 1951/1952 awansował z nim z drugiej do pierwszej ligi. W Stade Français grał również w sezonie 1952/1953. W 1953 roku przeszedł do AS Aix-en-Provence i występował w nim przez dwa lata w drugiej lidze.
W 1955 roku Guérin wrócił do Stade Rennais. W 1956 roku wygrał z nim rozgrywki drugiej ligi, ale w 1957 roku ponownie został z tym klubem zdegradowany. W latach 1959–1961 znów grał w pierwszej lidze Francji. W 1961 roku zakończył karierę piłkarską.
| Sezon   | Klub               | Kraj    | Rozgrywki  | Mecze | Bramki |
| ------- | ------------------ | ------- | ---------- | ----- | ------ |
| 1945/46 | Stade Rennais      | Francja | Division 1 | 31    | 9      |
| 1946/47 | Stade Rennais      | Francja | Division 1 | 36    | 3      |
| 1947/48 | Stade Rennais      | Francja | Division 1 | 29    | 2      |
| 1948/49 | Stade Rennais      | Francja | Division 1 | 32    | 0      |
| 1949/50 | Stade Rennais      | Francja | Division 1 | 33    | 2      |
| 1950/51 | Stade Rennais      | Francja | Division 1 | 29    | 0      |
| 1951/52 | Stade Français     | Francja | Division 2 | ?     | ?      |
| 1952/53 | Stade Français     | Francja | Division 1 | ?     | ?      |
| 1953/54 | AS Aix-en-Provence | Francja | Division 2 | ?     | ?      |
| 1954/55 | AS Aix-en-Provence | Francja | Division 2 | ?     | ?      |
| 1955/56 | Stade Rennais      | Francja | Division 2 | 18    | 0      |
| 1956/57 | Stade Rennais      | Francja | Division 1 | 10    | 0      |
| 1957/58 | Stade Rennais      | Francja | Division 2 | 1     | 0      |
| 1958/59 | Stade Rennais      | Francja | Division 1 | 0     | 0      |
| 1959/60 | Stade Rennais      | Francja | Division 1 | 1     | 0      |
| 1960/61 | Stade Rennais      | Francja | Division 1 | 1     | 0      |

## Kariera reprezentacyjna
W reprezentacji Francji Guérin zadebiutował 17 października 1948 roku w zremisowanym 3:3 towarzyskim meczu z Belgią. Od 1948 do 1949 roku rozegrał w kadrze narodowej 3 mecze.
| Mecze i gole w reprezentacji | Mecze i gole w reprezentacji | Mecze i gole w reprezentacji | Mecze i gole w reprezentacji | Mecze i gole w reprezentacji | Mecze i gole w reprezentacji | Mecze i gole w reprezentacji |
| #                            | Data                         | Stadion                      | Rywal                        | Wynik                        | Gol                          | Rozgrywki                    |
| 1948                         | 1948                         | 1948                         | 1948                         | 1948                         | 1948                         | 1948                         |
| ---------------------------- | ---------------------------- | ---------------------------- | ---------------------------- | ---------------------------- | ---------------------------- | ---------------------------- |
| 1.                           | 17.10.1948                   | Paryż, Francja               | Belgia                       | 3:3                          | 0                            | towarzyski                   |
| 1949                         |                              |                              |                              |                              |                              |                              |
| 2.                           | 04.06.1949                   | Paryż, Francja               | Szwajcaria                   | 4:2                          | 0                            | towarzyski                   |
| 3.                           | 19.06.1949                   | Paryż, Francja               | Hiszpania                    | 1:5                          | 0                            | towarzyski                   |

## Kariera trenerska
Po zakończeniu kariery piłkarskiej Guérin został trenerem. W 1955 roku objął zespół Stade Rennais, w którym był grającym trenerem. W Rennes pracował do 1961 roku. Wtedy też został szkoleniowcem AS Saint-Étienne. W sezonie 1961/1962 zdobył z nim Puchar Francji.
W 1962 roku Guérin został selekcjonerem reprezentacji Francji. W 1966 roku prowadził ją na Mistrzostwach Świata w Anglii, jednak Francuzi nie wygrali na tym Mundialu żadnego meczu, remisując 1:1 z Meksykiem i przegrywając 1:2 z Urugwajem oraz 0:2 z Anglią. Po Mundialu Guérin przestał być selekcjonerem kadry.